# Rogelio Benavides Chapa
Rogelio Benavides Chapa (Nueva Ciudad Guerrero, 1940-San Pedro Garza García, 16 de enero de 2018) fue un político e ingeniero mecánico mexicano, reconocido por haber sido alcalde del municipio de Guadalupe, Nuevo León, entre 1997 y 2000, representando al Partido Acción Nacional.

## Carrera
Benavides Chapa era originario de Nueva Ciudad Guerrero, Tamaulipas. Se graduó en la Escuela Naval Militar y obtuvo un título en ingeniería mecánica. En la década de 1990 se vinculó al Partido Acción Nacional, y logró ganar la contienda interna para presentarse a la alcaldía del municipio de Guadalupe en Nuevo León, siendo elegido alcalde en 1997.
En marzo de 2006, Benavides renunció al PAN. Seis años después se presentó nuevamente en las elecciones para la alcaldía del municipio, en este caso en representación del Partido del Trabajo. Cesar Garza Villarreal finalmente fue elegido como alcalde de Guadalupe entre 2012 y 2015.

## Fallecimiento
El 16 de enero de 2018 Benavides falleció en el municipio de San Pedro Garza García tras estar hospitalizado por varias semanas, a raíz de complicaciones quirúrgicas. Le sobrevivieron su esposa Alicia y sus hijos María Alicia, Mónica, Marín y Rogelio, funcionario público y asesor político.